# Oxypilus gillonae
Oxypilus gillonae är en bönsyrseart som beskrevs av Roger Roy 1966. Oxypilus gillonae ingår i släktet Oxypilus och familjen Hymenopodidae. Inga underarter finns listade i Catalogue of Life.